# Stalin Rivas
Stalin José Rivas (San Félix, 5 de agosto de 1971) es un exfutbolista y entrenador venezolano que jugaba como delantero. Es considerado como uno de los mejores jugadores en la historia de su país.

## Biografía
Inició su carrera como futbolista profesional a la edad de 16 años con el equipo de su región, Mineros de Guayana. Con esa oncena destacó rápidamente, proclamándose campeón de la Liga 1988/89 de la Primera División Venezolana y debutando con la selección de mayores a los 17 años, siendo el más joven en hacerlo.
A nivel de clubes jugó con varios equipos venezolanos, entre los que destacan Mineros de Guayana, Caracas Fútbol Club, Deportivo Italmaracaibo, Deportivo Italia, Trujillanos Fútbol Club, Unión Deportivo Lara y Minervén de El Callao, donde consiguió ser el máximo goleador de la Copa Libertadores de América 1994. Fuera de su país estuvo con Millonarios (Colombia), Cruz Azul (México), Standard Lieja, Boom FC (Bélgica).
Rivas es recordado por el talento que tenía en su maravillosa pierna zurda y su explosivo carácter. En la etapa final de su carrera las lesiones mermaron su rendimiento.

### Standard Lieja
El 24 de mayo de 1992, debutó con el Standard Lieja en la jornada 34 de la Primera División de Bélgica contra el Lierse SK con victoria de su equipo 8-2, disputando 43 minutos del segundo tiempo.

### Boom FC
Para la temporada 1993 fue cedido al club belga Boom FC, disputando 21 juegos y marcando 3 goles.
En 2006, anunció su retiro como jugador activo.

### Como entrenador
El 6 de octubre de 2006, asumió las riendas como director técnico del club de Guaros FC, para ese entonces de la Segunda División Venezolana, donde compartió con el atacante Daniel Noriega. El 8 de octubre de 2006, debutó como entrenador contra el UCLA FC, en el Polideportivo Aquilino Juárez de Cabudare.
En el 2007, fue nombrado entrenador del equipo Deportivo Anzoátegui en la Segunda División. Al semestre fue sustituido por César Farías proveniente de Mineros de Guayana.
Para el Torneo Clausura 2008, el 21 de diciembre de 2007 la junta directiva de Mineros de Guayana lo nombra director técnico del club, sus primeras palabras al momento de asumir el cargo fueron: "Es una nueva etapa de trabajo, no vengo a prometer campeonato, pero daré mi corazón para Mineros y trabajaré por ellos". Al poco tiempo de su nombramiento, participó en la fase previa de la Copa Libertadores 2008, a pesar de que no logró el pase a la fase de grupos, el equipo dejó una grata impresión. Sin embargo, luego de la buena impresión lograda, no logró continuar con el mismo estilo de juego en la liga, que aunado a diferencias con la junta directiva, el 14 de abril de 2008 provocó su salida como director técnico.

## Detalles
- Primer futbolista venezolano que actuó en Europa (Standard Lieja, Bélgica 1992).

### Partido de exjugadores
El 30 de agosto de 2008, participó en un partido amistoso de los exjugadores uruguayos vs los exjugadores venezolanos en el Estadio Brígido Iriarte en Caracas delante de unas 500 personas, con el firme propósito de ayudar a los exjugadores uruguayos necesitados, las leyendas celestes, encabezadas por Enzo Francescoli derrotaron 2-0 a las de Venezuela, capitaneadas por Luis Mendoza, Stalin disputó 49 minutos, entrando en el primer tiempo sustituyendo a su compañero Luis Mendoza.
Aunque los dos conjuntos pusieron su empeño por dar un buen espectáculo y recordar aquellas grandes tardes de fútbol y rivalidades que vivieron en el pasado, lo importante más allá de lo deportivo era lo que se vivía con fervor en Uruguay, donde simultáneamente a la transmisión del encuentro, un grupo de personas trabajaban en un Teletón, por el rescate de los exfutbolistas uruguayos que defendieron con honor la selección charrúa y que en estos momentos se encuentran en precarias condiciones.

## Selección nacional
- Debutó en la Selección de fútbol de Venezuela en un partido amistoso disputado contra Perú el 18 de mayo de 1989 disputado en Lima con derrota de 1-2.

- Su primer gol con la selección fue en un partido amistoso contra Perú el 25 de junio de 1989 disputado en el estadio Polideportivo de Pueblo Nuevo de San Cristóbal con victoria de 3-1.

- Debutó en una Copa América contra Brasil el 1 de julio de 1989 disputado en el Estadio Fonte Nova de Salvador de Bahía con resultado de 1-3 a favor de Brasil disputando los 90 minutos.

- Su primer gol en una Copa América fue contra Uruguay el 19 de junio de 1993 disputado en el Estadio Bellavista de Ambato con resultado de 2-2, disputando los 90 minutos y marcando el gol en el minuto 72'.

- Marcó 3 goles con la selección de Venezuela 2 en amistosos contra Perú y Colombia y 1 en Copa América contra Uruguay.

Fue internacional con Venezuela en 34 oportunidades marcando 3 goles y es considerado junto con Richard Páez y Luis Mendoza "Mendocita" entre los mejores jugadores nacidos en la tierra de Bolívar.

### Campeonato Sudamericano Sub-15
| Sudamericano Sub-15 | Sede | Resultado    | PJ | Goles |
| ------------------- | ---- | ------------ | -- | ----- |
| Sudamericano 1986   | Perú | Primera fase |    |       |

### Campeonato Sudamericano Sub-20
| Sudamericano Sub-20 | Sede      | Resultado    | PJ | Goles |
| ------------------- | --------- | ------------ | -- | ----- |
| Sudamericano 1988   | Argentina | Primera fase |    | 1     |
| Sudamericano 1991   | Venezuela | Primera fase |    | 3     |

### Preolímpico Sudamericano Sub-23
| Preolímpico Sub-23 | Sede     | Resultado    | PJ | Goles |
| ------------------ | -------- | ------------ | -- | ----- |
| Preolímpico 1992   | Paraguay | Primera fase |    |       |

### Stalin en la Vinotinto
| Detalle                  | Juegos | Goles |
| ------------------------ | ------ | ----- |
| Copa América             | 12     | 1     |
| Eliminatorias al Mundial | 8      | 0     |
| Amistosos                | ?      | 2     |
| Total                    | 34     | 3     |

### Participaciones en Copa América
| Copa América      | Sede    | Resultado    | PJ | Goles |
| ----------------- | ------- | ------------ | -- | ----- |
| Copa América 1989 | Brasil  | Primera fase | 3  | 0     |
| Copa América 1991 | Chile   | Primera fase | 4  | 0     |
| Copa América 1993 | Ecuador | Primera fase | 3  | 1     |
| Copa América 1995 | Uruguay | Primera fase | 2  | 0     |

- En la Copa América de 1989 participó en 3 partidos, los 3 de titular siendo sustituido en 2 Venezuela 1-3 Brasil, Venezuela 2-4 Colombia y Venezuela 1-1 Perú en total disputó 203 minutos.

- En la Copa América de 1991 participó en los 4 partidos, los 4 de titular siendo sustituido en 1 Venezuela 0-2 Chile, Venezuela 0-3 Argentina, Venezuela 0-5 Paraguay y Venezuela 1-5 Perú en total disputó 307 minutos.

- En la Copa América de 1993 participó en los 3 partidos, los 3 de titular Venezuela 0-6 Ecuador, Venezuela 2-2 Uruguay y Venezuela 3-3 Estados Unidos en total disputó 270 minutos marcando 1 gol contra Uruguay en el minuto 72'.
- En la Copa América de 1995 participó en 2 partidos los 2 de titular Venezuela 1-4 Uruguay y Venezuela 2-3 Paraguay en total disputó 180 minutos.

### Participaciones en Eliminatorias al Mundial
| Eliminatorias    | Resultado  | PJ | Goles |
| ---------------- | ---------- | -- | ----- |
| Eli.Mundial 1990 | 3.er lugar |    | 0     |
| Eli.Mundial 1994 | 5.º lugar  | 6  | 0     |
| Eli.Mundial 1998 | 10.º lugar | 2  | 0     |

## Clubes

### Como jugador
| Club                  | País      | Año       | PJ | Goles |
| --------------------- | --------- | --------- | -- | ----- |
| Mineros de Guayana    | Venezuela | 1988-1991 |    |       |
| Standard Lieja        | Bélgica   | 1991-1992 | 20 | 0     |
| Boom FC               | Bélgica   | 1992-1993 | 20 | 3     |
| Minervén de El Callao | Venezuela | 1993-1994 |    |       |
| Caracas FC            | Venezuela | 1994-2000 |    | 46    |
| Millonarios           | Colombia  | 2000      |    |       |
| Deportivo Galicia     | Venezuela | 2000-2001 |    |       |
| Deportivo Italchacao  | Venezuela | 2001-2002 |    |       |
| Caracas FC            | Venezuela | 2002-2004 |    | 15    |
| CD Italmaracaibo      | Venezuela | 2004      |    | 2     |
| Deportivo Táchira FC  | Venezuela | 2005      |    | 0     |
| Mineros de Guayana    | Venezuela | 2005-2006 |    | 1     |

### Competiciones
| Competición             | PJ | Goles |
| ----------------------- | -- | ----- |
| Liga Venezolana         |    | 64    |
| Finales Liga Venezolana | 2  | 2     |
| Liga de Bélgica         | 21 | 3     |
| Liga Colombiana         |    |       |
| Copa Libertadores       |    | 7     |
| Selección nacional      | 34 | 3     |
| Total carrera           |    |       |

### Como entrenador
| Año     | Club                 | Competencia           | PJ | PG | PE | PP | GF | GC | DIF | PTS |
| ------- | -------------------- | --------------------- | -- | -- | -- | -- | -- | -- | --- | --- |
| 2006    | Guaros FC            | Segunda División      | ?  | ?  | ?  | ?  | ?  | ?  | ?   | ?   |
| 2007    | Deportivo Anzoátegui | Segunda División      | ?  | ?  | ?  | ?  | ?  | ?  | ?   | ?   |
| 2008    | Mineros de Guayana   | Pre Libertadores 2008 | 2  | 1  | 0  | 1  | 2  | 3  | -1  | 3   |
| 2008    | Mineros de Guayana   | Liga Venezolana       | 11 | 2  | 4  | 5  | 11 | 14 | -3  | 10  |
| 2006/08 | Total de partidos    |                       |    |    |    |    |    |    |     |     |

## Palmarés

### Campeonato nacional
| Título          | Club                  | País      | Año       |
| --------------- | --------------------- | --------- | --------- |
| Liga Venezolana | CD Mineros de Guayana | Venezuela | 1988-1989 |
| Liga Venezolana | Caracas FC            | Venezuela | 1996-1997 |
| Liga Venezolana | Caracas FC            | Venezuela | 2002-2003 |
| Liga Venezolana | Caracas FC            | Venezuela | 2003-2004 |

### Distinciones individuales
| Distinción | Año  |
| --- | ---- |
| Goleador de la Copa Libertadores 1994 con el AC Minervén (7 goles).                                                                               | 1994 |
| Balón de oro De la FIFA | 1995 |
| Homenaje en el II Juego de las Estrellas de Venezuela en Puerto Ordaz donde nació futbolísticamente. Máximo Goleador Copa Panamericana (15 Goles) | 2008 |